# 1932年萨尔瓦多农民起义
1932年萨尔瓦多农民起义（西班牙語：Levantamiento campesino en El Salvador de 1932）是1932年1月22日至25日发生在萨尔瓦多的、由萨尔瓦多共产党领导的土著农民起义。这次起义是拉丁美洲共产党人第一次以武装斗争的方式夺取政权的尝试。起义失败后，萨尔瓦多军政府在该国西部展开大规模屠杀，导致约一万至四万人死亡。
1932年1月22日，由于社会经济动荡、军政府操纵与取消1932年选举结果，萨尔瓦多共产党领导皮皮尔族农民发动了反对萨尔瓦多军政府的起义。起义期间，法拉本多·马蒂和费利西亚诺·阿玛分别率领共产党人和土著农民起义军占领了萨尔瓦多西部的数个城镇，并在起义军控制区建立了苏维埃政权。起义中的战乱造成约两千人遇难与超过十万美元的财产损失。1931年政变后掌权的马克西米利亚诺·埃尔南德斯·马丁内斯将军领导的萨尔瓦多军政府宣布戒严，并下令镇压起义。随后，军方在萨尔瓦多西部发起被描述为种族灭绝的大屠杀，以报复起义参与者，遇害者多为皮皮尔人和平民。起义的许多领导人，包括马蒂和阿玛，都被军方处决。起义失败后，萨尔瓦多共产党组织随即瓦解，直至1935年方得重建；党的几位领导人被迫流亡海外。

## 背景

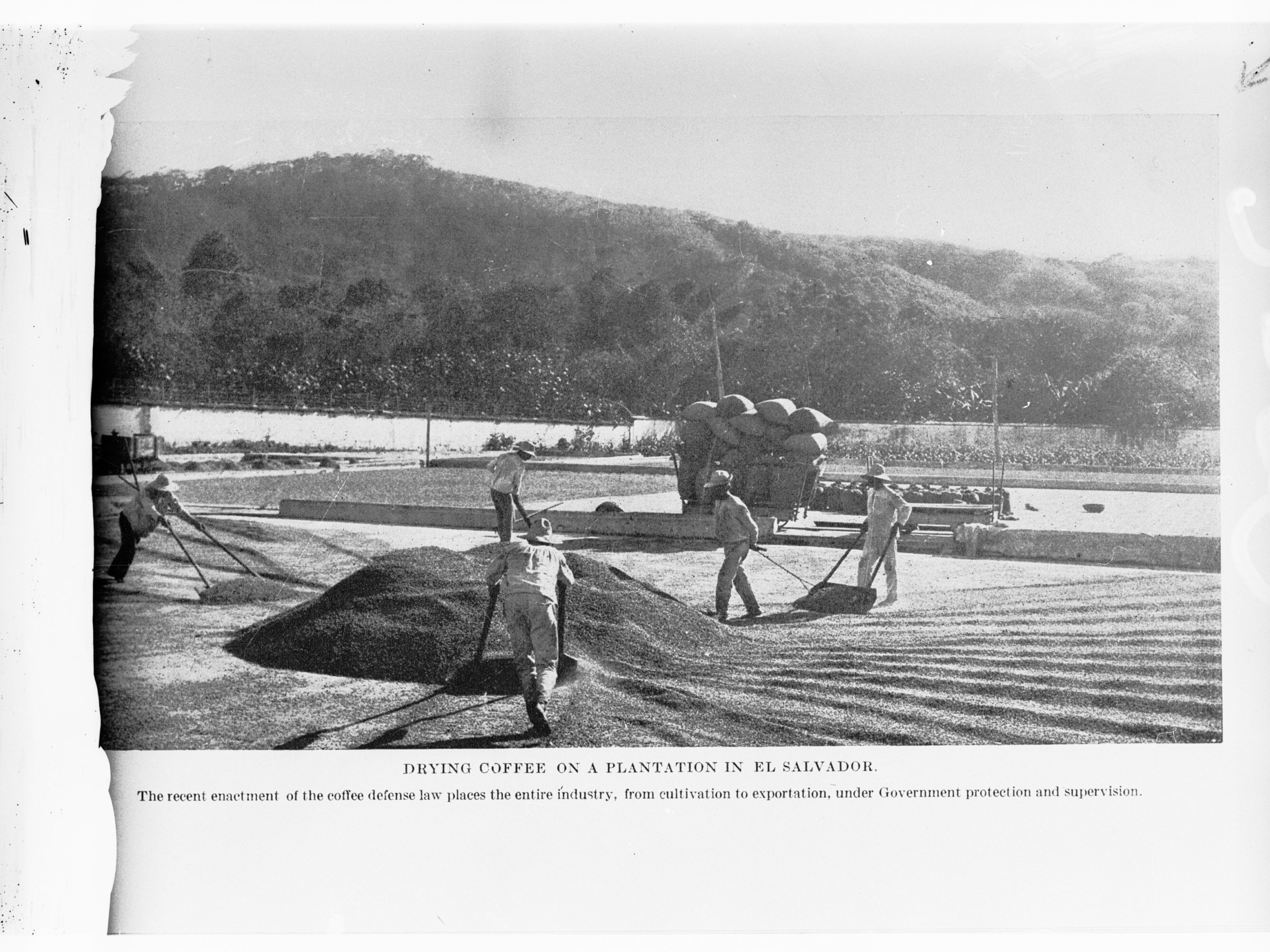
1905年，萨尔瓦多的一个种植园正在晾晒咖啡

### 经济衰退
19世纪末至20世纪初，萨尔瓦多经济严重依赖咖啡和咖啡豆的出口。1929年，咖啡和咖啡豆占萨尔瓦多出口总额的75%至95%。大部分咖啡种植园与其赚取的利润归所谓的“十四大家族”所有。1929年的大萧条导致全球咖啡价格暴跌，咖啡生产商无力支付生产咖啡的成本与工人工资，咖啡种植园频频倒闭，工人大量失业。由于出口锐减，萨尔瓦多1929年的国民收入比前一年下降了50%，人均国民收入骤降至约20美元每日。

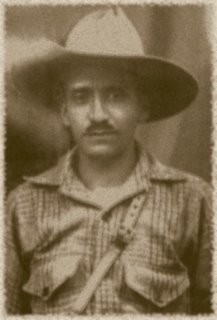
1929年的法拉本多·马蒂

### 政局

#### 萨尔瓦多共产党的建立
1920年，一群主张共产主义和社会主义的学生、教师和工匠成立了萨尔瓦多第一个工会——萨尔瓦多工人区域联合会。伴随着以1918年阿根廷共产党建党为首的拉美各国共产党的建立，萨尔瓦多工人区域联合会的一位农村领导人法拉本多·马蒂与米格尔·马莫尔于1930年创立萨尔瓦多共产党。1928年至1932年间，马蒂与奥古斯托·塞萨尔·桑地诺在尼加拉瓜并肩作战，以反对美国对尼加拉瓜的军事占领。

#### “梅伦德斯和基尼奥内斯王朝”与1931年选举
1913年2月9日，萨尔瓦多总统曼努埃尔·恩里克·阿劳霍在圣萨尔瓦多的一次暗杀行动中被三名农民用开山刀袭击后不治身亡。阿劳霍死后，其家族成员与亲信陆续当权，阿劳霍任内的副总统卡洛斯·梅伦德斯、卡洛斯的弟弟豪尔赫·梅伦德斯和姐夫阿方索·基尼奥内斯·莫利纳在1913年到1927年任担任萨尔瓦多总统，这个时期被称为“梅伦德斯和基尼奥内斯王朝”。当基尼奥内斯·莫利纳选择皮奥·罗梅罗·博斯克作为他的接班人，因为没有其他家族成员愿意担任总统职位。
罗梅罗·博斯克任内允许反对执政党国家民主党的政党活动。1931年，该国举行大选，此次选举被历史学家认为是萨尔瓦多历史上第一次自由公正的选举。总统选举中的三位主要候选人是罗梅罗·博斯克任内的国防部长阿尔贝托·戈麦斯·萨拉特，曼努埃尔·恩里克·阿劳霍的远亲、工程师兼咖啡种植园主阿图罗·阿劳霍，以及军官马克西米利亚诺·埃尔南德斯·马丁内斯。埃尔南德斯·马丁内斯支持阿图罗·阿劳霍，使后者最终以46.65%的相对多数票击败戈麦斯·萨拉特。军方尽管支持戈麦斯·萨拉特，仍承认选举结果。这期间，萨尔瓦多共产党也在一些市政选举中取得胜利。

#### 军事政变和作废的1932年选举
阿劳霍执政期间，萨尔瓦多因经济大萧条持续遭遇社会动荡。为改善经济，阿劳霍削减了军队预算，并命令一些军官退休。此举遭到军方的强烈反对，军方最终发动政变推翻阿劳霍，建立过渡军政府。过渡军政府于两天后解散，埃尔南德斯·马丁内斯任代总统，但并未获得美国承认。1931年12月的政变标志萨尔瓦多长达四十八年的军政府统治的开始。
政变发生后几天，萨尔瓦多共产党对政变持复杂而审慎的态度，党报《红星报》发表了致埃尔南德斯·马丁内斯政府的公开信，称政变是“英勇和必要的”，但重申政变后的政府与先前一样，实施剥削性的资本主义制度不变。在阿劳霍被罢免前，市政选举与立法选举定于1931年12月15日举行，但军方将选举时间拆分延后，称将于1932年1月3日至5日举行市政选举，1932年1月10日至12日举行立法选举。
萨尔瓦多共产党在该国西部的几场市政选举中取胜，军政府旋即取消了所有城市的市政选举，已举办的结果作废。立法选举于1月10日进行，民意调查显示萨共在圣萨尔瓦多省的选举中获胜，但延后公布的官方结果显示该省没有萨共党员当选议员。选举过程中充斥着暴力事件，至少有30名共产党员在阿瓦查潘被杀害。

## 准备

### 萨共寻求妥协失败与组织起义
军政府操纵选举、取消结果的做法使得萨尔瓦多共产党领导人认为他们无法再通过合法途径上台。萨尔瓦多共产党由马蒂和马莫尔领导，其他领导人包括马里奥·萨帕塔、阿方索·卢纳、拉斐尔·邦丹萨和伊斯梅尔·埃尔南德斯。身为国际赤色济难会成员的伊斯梅尔·埃尔南德斯认为美国会支持叛军，并误判美国支持先前的阿劳霍政府。
据起义参与者、萨共党员阿贝尔·昆卡称，萨尔瓦多共产党直到军政府取消市政选举结果后的1932年1月9日或10日才计划发动起义，而萨尔瓦多共产党人对起义的主要认识基于布尔什维克1917年发动的十月革命。萨尔瓦多作家豪尔赫·施莱辛格声称，1931年12月中旬，法拉本多·马蒂就已在洪都拉斯的科尔特斯港筹划起义。然而这种说法存疑，其依据仅仅来源于一封据称由马蒂写的讨论起义的信，而信的落款日期为一年后的1932年12月16日。
萨尔瓦多共产党曾在起义前寻求与军政府达成共识。为避免发生暴力冲突，萨共派出一个由萨帕塔、卢纳、克莱门特·阿贝尔·埃斯特拉达、鲁本·达里奥·费尔南德斯和华金·里瓦斯组成的委员会前往国家宫殿与军政府进行谈判。军政府不允许委员会直接与埃尔南德斯·马丁内斯会面，而是与国防部长华金·巴尔德斯上校会面。委员会要求军政府“为农民的福祉做出实质性贡献”，并称如果军政府不满足要求就将反抗。据报，卢纳告诉瓦尔德斯，“农民将用他们的砍刀赢来被你剥夺他们的权利”。瓦尔德斯回应说：“你有砍刀，我们有机枪。”会议双方最终没有达成任何妥协。
和谈失败后，萨共决心发动武装起义。萨共中央负责在不到一周的时间内统筹开展获取武器等物资、部署前线通讯与进行统一战线工作等各项准备工作，中央委员会的每位委员直接负责一定片区的起义准备工作。萨共尤其注重对革命领导权的掌握，以防止农民起义演变成无组织骚乱。为此，萨共中央在预计发动起义的各地区任命“红色指挥官”，负责直接领导起义军各连队。起义军中另设“分设委员会”，负责政治工作与后勤补给。然而，萨共的起义计划高估了萨尔瓦多军队内部普通士兵对起义的支持，其在萨尔瓦多政府军中的组织工作亦成效不彰。

### 起义前军政府的行动
起义前，萨共党员胡安·巴勃罗·温赖特在危地马拉被捕，其被捕前正在争取危地马拉当地共产党人对进攻萨尔瓦多、推翻埃尔南德斯·马丁内斯政府一事的支持，他的被捕意味着外国部队支援萨尔瓦多起义军的可能性不大。1月18日，军政府突然逮捕马蒂、卢纳和萨帕塔，但直到1月20日才公开逮捕行动。同日，军政府称其瓦解了萨共攻打圣萨尔瓦多军营的行动。1月21日，军政府命令该国的报纸制造舆论，报道“明天国内将有一场叛乱”。
起义参与者、萨共党员阿贝尔·昆卡推测，埃尔南德斯·马丁内斯故意通过阻挡社会和政治改革来诱使起义发生。这种论调认为，军政府诱使起义发生的目的是用武力镇压起义，而镇压有共产主义色彩的起义将有助于他获得美国的支持和认可。亚历杭德罗·D·马罗金博士认为，埃尔南德斯·马丁内斯在起义前的一系列举动反映的实际上是其对政变后流亡危地马拉的工党发动潜在攻击的担忧，而非担忧共产党领导的起义。他认为，埃尔南德斯·马丁内斯镇压起义的内在目的是藉此粉碎以阿劳霍为代表的工党发动武装斗争重新掌权的军事基础。

## 过程

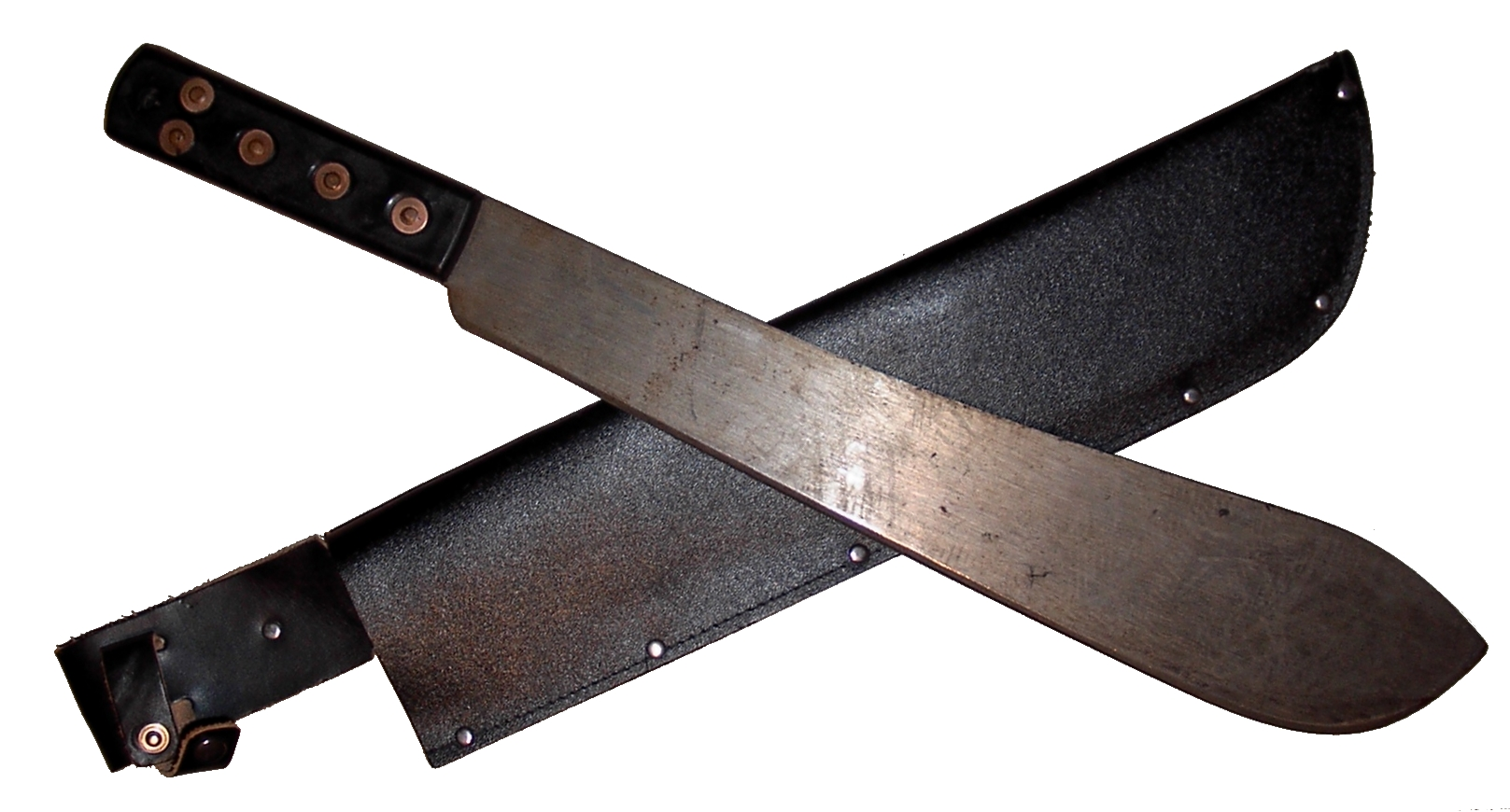
砍刀是农民起义者使用的主要武器之一

1932年1月22日深夜，萨尔瓦多西部地区成千上万的农民手持棍棒、砍刀和霰弹枪，起来反抗埃尔南德斯·马丁内斯政权。据何塞·托马斯·卡尔德龙将军称，估计有70,000至80,000名起义者参与起义。
弗朗西斯科·桑切斯领导的起义军于晚上11点袭击了华尤阿的电报局，并在兵力空缺的情况下和平进驻该市。起义军袭击了“镇上最富有的人”、咖啡商贩埃米利奥·拉达利的家，并暗杀了他以及他的儿子和妻子，后者据称遭到强奸。拉达利的房子以及他的两家商店被烧毁，更多的商店被洗劫一空。军队方面，马特奥·瓦克罗上校被起义军杀害，数名平民遭到酷刑和谋杀。伊萨尔科市长米格尔·考尔、查尔丘阿帕的政治家拉斐尔·卡斯特罗·卡尔马科和塔库瓦驻地军事指挥官拉斐尔·里瓦斯将军也被起义军杀害。

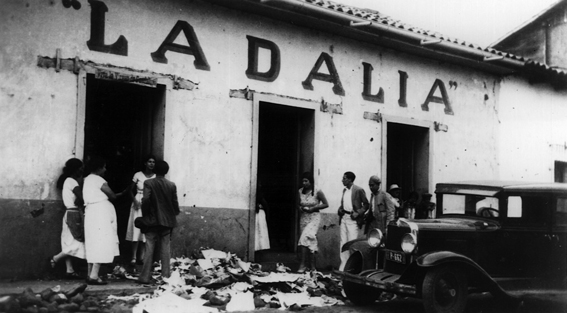
起义军控制纳维萨尔科的一处村庄后，群众洗劫商店

起义军攻占、摧毁了一部分企业与房屋，期间造成的财产损失约为三十万萨尔瓦多科朗（1932年约合十二万美元），大部分财产损失由富裕阶层承担。起义军最终占领了科隆、华尤阿、纳维萨尔科、萨尔科阿蒂坦、松萨卡特和塔库瓦等城镇。费利西亚诺·阿玛领导的皮皮尔族武装分子支援农民起义，并于1月23日占领了伊萨尔科。阿玛是伊萨尔科的一位有影响力的土著领袖，他相信组织大众参与起义能提高他的政治声望。同时，大多数参与起义的皮皮尔人同情共产党人的革命理想，并相信他们拥有可以确保胜利的“秘密武器或魔法”。萨尔瓦多共产党还在起义军控制区建立苏维埃政权。
尽管起义军努力阻止阿瓦查潘、松索纳特和圣安娜三地驻军相互通信，伊萨尔科市政府还是设法在电报局被摧毁之前向松索纳特驻军发送了一封电报，要求其做好防范起义军袭击的准备。松索纳特的驻军收到了电报，埃内斯托·巴拉上校于1月23日派出一支由马里亚诺·莫利纳少校指挥的远征军镇压起义。莫利纳的士兵首先在起义军控制的松萨卡特市郊外与起义军交战，一场肉搏战后，起义军撤退到市区。这场战斗造成起义军方面五十到七十名士兵牺牲，政府军方面有五名士兵战死、六名士兵受伤。
起义期间有两艘加拿大驱逐舰停靠在阿卡胡特拉港，英国要求这些军舰为在萨尔瓦多的英国公民提供庇护。不久之后，美国的装甲巡洋舰停靠阿卡胡特拉港，并提出帮助萨尔瓦多军政府镇压起义。然而，萨尔瓦多军队少将何塞·托马斯·卡尔德隆拒绝了这一提议，并表示：
（萨尔瓦多）共和国西部地区行动负责人何塞·托马斯·卡尔德隆少将代表马丁内斯将军的政府和他本人向罗切斯特、斯基纳和温哥华舰的史密斯海军上将和布兰德指挥官致意。“ 我很高兴地宣布，萨尔瓦多恢复了和平，共产主义的攻势已被完全镇压和驱散， 并且将会彻底消亡。四千八百名布尔什维克被消灭。”——何塞·托马斯·卡尔德隆
1932年1月24日起义后不久，政府宣布戒严并动员军队以武力镇压起义。在马塞利诺·加尔达梅斯上校的指挥下，政府军于同日向松索纳特省和阿瓦查潘省进军，并占领了伊萨尔科。起义军控制的纳维萨尔科、萨尔科阿蒂坦、华尤阿于次日全部失守，起义于1932年1月25日下午遭到全面镇压。

## 军政府的大屠杀

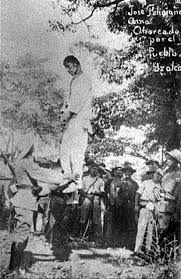
起义领导人之一费利西亚诺·阿玛在伊萨尔科遭军政府处以绞刑而牺牲

1932年1月25日，卡尔德隆率领的增援部队抵达松索纳特，开始对萨尔瓦多西部以皮皮尔人为代表的农民进行屠杀，以报复农民起义的主力军；此举杀害了数千名平民。在一些城镇，所有男性都被要求在镇中心集合，然后被机枪扫射而死。军政府的杀戮持续了两周，直到1932年2月政府认定西部地区的“动乱”已充分平定。
军政府一度对起义领导人进行作秀公审。为法拉本多·马蒂辩护的律师勒内·帕迪拉·贝拉斯科辩称起义一事是埃尔南德斯·马丁内斯“强迫马蒂发动”，以用镇压起义的行动显示一切推翻其统治的行为都是无望的。起义领导人、萨尔瓦多共产党领导人马蒂、卢纳和萨帕塔于1932年2月1日遭行刑队枪决。阿玛和桑切斯于1932年1月25日在伊萨尔科被俘，桑切斯于同日遭行刑队处决，而阿玛于1932年1月28日在该市的一个广场被处以私刑而牺牲。许多难民试图逃离萨尔瓦多，前往危地马拉以躲避军政府的镇压行动，然而，时任危地马拉总统豪尔赫·乌维科封锁了两国边境，并将试图越境者交付萨尔瓦多军队。
1932年7月11日，萨尔瓦多立法议会通过第121号令，正式宣布“叛乱”结束。法令同时宣布将无条件特赦所有被控犯罪者。

## 后续

### 死亡人数
对起义与随后军政府的报复性屠杀所致死亡人数的估计差异很大。一般认为，起义与屠杀所致死亡人数在一万人至四万人之间。据记者华金·门德斯采访松索纳特居民称，起义军在战斗中歼敌约两千人。萨尔瓦多国家警察局长奥斯明·阿吉雷·萨利纳斯上校称军政府处决的人数在六、七千人以内。根据约翰·贝弗利的说法，大约有三万人被军政府杀害，这一数字约占当时萨尔瓦多全国人口的4%。起义后的屠杀在西班牙语中被称为La Matanza，意为“大屠杀”。

### 政治影响

法拉本多·马蒂民族解放阵线（FMLN）以起义领导人、萨尔瓦多共产党创始人法拉本多·马蒂为名

1932年萨尔瓦多农民起义是拉丁美洲共产党人第一次以武装斗争的方式夺取政权的尝试。大屠杀之后，受操纵的立法机关承认了埃尔南德斯·马丁内斯把持的军政府的统治地位。埃尔南德斯·马丁内斯为粉饰军政府统治、寻求政权合法性的举措还包括在1935年、1939年和1944年举行等额总统选举。军政府在萨尔瓦多的长期统治倚仗的是以军队为靠山的高压统治与政府同地主、精英阶层的合作关系。埃尔南德斯·马丁内斯1931年至1944年在任，是萨尔瓦多迄今任期最长的总统。1944年，埃尔南德斯·马丁内斯遭遇一次未遂政变，随后爆发的一系列大规模抗议活动与人民起义使他被迫辞职。
埃尔南德斯·马丁内斯军政府在1931年上台后没有立刻得到美国的承认，因为1923年中美洲和平友好总条约规定其签署国不得承认任何通过政变上台的政府。萨尔瓦多左翼诗人和作家毛里西奥·德拉塞尔瓦认为，埃尔南德斯·马丁内斯暴力镇压起义的举动使其在美国眼中成为“反共主义的拥护者”。美国最终于1934年1月26日承认萨尔瓦多军政府，但承认军政府的官方说辞是因为它“给国家带来了稳定”而非其强硬的反共态度。

#### 拉美左翼政治与共产主义运动
起义失败后，大多数幸存的萨尔瓦多共产党领导人流亡洪都拉斯和哥斯达黎加，党组织也随之瓦解，直到1935年方得恢复。然而，萨尔瓦多共产党在埃尔南德斯·马丁内斯任期内并未被正式取缔，党组织在埃尔南德斯·马丁内斯任期内也保持在萨尔瓦多国内的活动，甚至支持并参与了导致埃尔南德斯·马丁内斯于1944年辞职的抗议活动与起义。1951年，萨尔瓦多政府正式取缔萨尔瓦多共产党。1980年，萨尔瓦多内战中各派左翼民兵组织联合组建了以法拉本多·马蒂为名的法拉本多·马蒂民族解放阵线。时至今日，法拉本多·马蒂民族解放阵线依然作为萨尔瓦多主要政党之一存在。
1935年，巴西共产党在共产国际的支持下发动了另一次武装起义。与萨尔瓦多起义不同，这次起义经共产国际讨论、计划并由其直接指导。然而，巴西的起义并没有动员和武装工农群众，并在强力镇压后失败，上千人随后被处决。1935年巴西起义是除游击战争外拉美共产党领导的最后一次起义，起义的失败促使此后拉美共产主义运动向阶级联合政治转变。

### 对土著人的影响

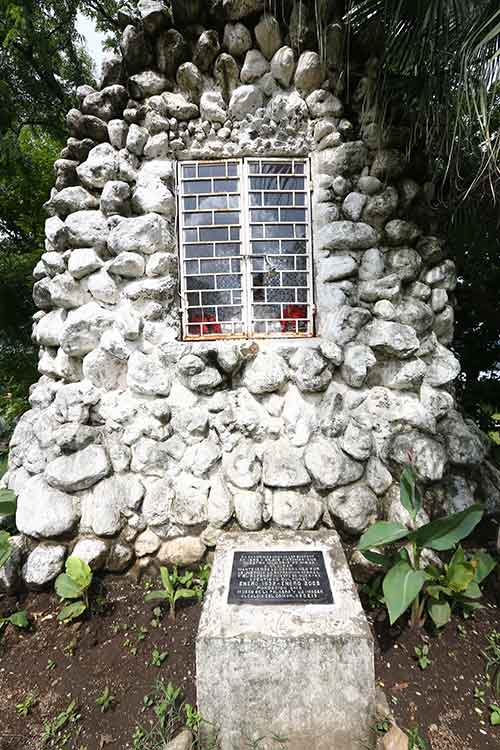
伊萨尔科的一处起义纪念碑

一些学者将军政府对皮皮尔人的大规模屠杀视为种族灭绝，因为军政府在镇压起义的过程中存在依靠特定民族的外貌、服饰和语言确定屠杀目标的行为。受屠杀的影响，随后的几十年里，萨尔瓦多土著人越来越多地放弃他们的本土服饰和传统语言，因其害怕遭到政府进一步的报复。屠杀后的一系列事件导致大多数讲皮皮尔语的族群灭绝，使得萨尔瓦多本土语言几乎完全从萨尔瓦多人的口语中消失。许多未参与起义的原住民表示，他们不明白政府迫害原住民的动机。
自军政府镇压起义以来，萨尔瓦多政府登记在册的愿意自我认同为土著人的人口占总人口数已下降到21世纪的10%。起义后的十年里，萨尔瓦多西部一直存在为镇压起义而准备的驻军。起义本身也影响了埃尔南德斯·马丁内斯的施政，促使其任内推行了一些有利于农民的改革。

### 纪念活动
首义地点伊萨尔科在当地政府的支持下，每年1月22日都会举行纪念起义的活动，以悼念所有在起义与镇压中牺牲的人。届时，起义与镇压的亲历者与起义领袖之一费利西亚诺·阿玛的亲属后代会发表纪念讲话。
2010年，法拉本多·马蒂民族解放阵线籍萨尔瓦多总统毛里西奥·富内斯就政府过去对土著人实施残酷迫害和种族灭绝的行径向萨尔瓦多土著人道歉。毛里西奥·富内斯在第一届土著人民大会开幕式上发表的声明中说：“在这种背景和这种精神下，我的政府希望成为第一个能代表萨尔瓦多这个国家、萨尔瓦多人民和萨尔瓦多家庭的政府，（我）为土著社区多年来遭受的迫害和灭绝行为表示忏悔和歉意”。

### 引用
1. 1 2  Beverly 1982，第55頁.
2. 1 2 3 4 5 6  Beverly 1982，第59頁.
3. ↑  . 2001-09-17. （原始内容存档于2020-11-20） （西班牙语）.
4. 1 2 3 4  . Armed Forces of El Salvador. 2007  [2008-09-14]. （原始内容存档于2008-06-19） （西班牙语）.
5. 1 2  Beverly 1982，第58頁.
6. 1 2 3  教育部 2019，第98頁.
7. ↑  Kuny Mena, Enrique. . El Salvador.com. Vértice. 2003-05-11  [2021-04-03]. （原始内容存档于2008-06-17） （西班牙语）.
8. 1 2  Lindo Fuentes, Ching & Lara Martínez 2007，第79頁.
9. ↑  Lindo Fuentes, Ching & Lara Martínez 2007，第79–80頁.
10. 1 2  Grieb 1971，第152頁.
11. ↑  Anderson 1971，第41頁.
12. 1 2  . fuerzaarmada.mil. Armed Forces of El Salvador.   [2022-04-03]. （原始内容存档于2021-03-04） （西班牙语）.
13. 1 2  Grieb 1971，第153頁.
14. ↑  Anderson 1971，第47頁.
15. ↑  Grieb 1971，第154頁.
16. 1 2  Grieb 1971，第154–155頁.
17. ↑  Lindo Fuentes, Ching & Lara Martínez 2007，第80–81頁.
18. ↑  Anderson 1971，第59–60頁.
19. ↑  Grieb 1971，第155–156, 158頁.
20. ↑  Lindo Fuentes, Ching & Lara Martínez 2007，第81頁.
21. ↑  Bosch 1999，第6–8頁.
22. ↑  Anderson 1971，第80–81頁.
23. ↑  Anderson 1971，第88頁.
24. ↑  Anderson 1971，第89頁.
25. 1 2 3  Anderson 1971，第91頁.
26. ↑  Anderson 1971，第81頁.
27. 1 2  Anderson 1971，第84頁.
28. 1 2 3  Anderson 1971，第92頁.
29. ↑  Anderson 1971，第86頁.
30. ↑  Anderson 1971，第87頁.
31. 1 2  Rodolfo 1993，第119 - 120頁.
32. 1 2  . University of California, San Diego.   [2022-12-18]. （原始内容存档于2021-01-10） （英语）.
33. ↑  Anderson 1971，第93頁.
34. ↑  Anderson 1971，第94頁.
35. ↑  Anderson 1971，第84–85頁.
36. ↑  Anderson 1971，第85–86頁.
37. ↑  Lindo Fuentes, Ching & Lara Martínez 2007，第28頁.
38. ↑  Ching 1998，第205–206頁.
39. ↑  Keogh 1982，第13頁.
40. ↑  Anderson 1971，第98–99頁.
41. ↑  Lindo Fuentes, Ching & Lara Martínez 2007，第29–30頁.
42. 1 2  Lindo Fuentes, Ching & Lara Martínez 2007，第30頁.
43. ↑  Lindo Fuentes, Ching & Lara Martínez 2007，第29, 32頁.
44. ↑  Lindo Fuentes, Ching & Lara Martínez 2007，第31頁.
45. ↑  Lindo Fuentes, Ching & Lara Martínez 2007，第29頁.
46. 1 2 3  Lindo Fuentes, Ching & Lara Martínez 2007，第32頁.
47. ↑  Anderson 1971，第69–70頁.
48. ↑  Lindo Fuentes, Ching & Lara Martínez 2007，第32–33頁.
49. ↑  Lindo Fuentes, Ching & Lara Martínez 2007，第33頁.
50. ↑  Lindo Fuentes, Ching & Lara Martínez 2007，第40頁.
51. 1 2  . San Salvador, El Salvador: University of El Salvador. 1995 （西班牙语）.
52. ↑  Grieb 1971，第163頁.
53. ↑  Lindo Fuentes, Ching & Lara Martínez 2007，第36頁.
54. ↑  Lindo Fuentes, Ching & Lara Martínez 2007，第37頁.
55. ↑  Lindo Fuentes, Ching & Lara Martínez 2007，第37 & 62頁.
56. ↑  Lindo Fuentes, Ching & Lara Martínez 2007，第38頁.
57. ↑  Anderson 1971，第87–88頁.
58. 1 2  Galeano 2010，第110頁.
59. ↑  Anderson 1971，第126頁.
60. ↑  Cuéllar Martínez 2004，第1087頁.
61. ↑  Tulchin & Bland 1992，第167頁.
62. ↑  Anderson 1971，第135頁.
63. ↑  Bosch 1999，第7頁.
64. ↑  Löwy 2016，第43頁.
65. ↑  Haggerty 1990，第17–18頁.
66. 1 2  Bosch 1999，第8頁.
67. ↑  Haggerty 1990，第18頁.
68. ↑  Grieb 1971，第159–160頁.
69. ↑  Anderson 1971，第85頁.
70. ↑  Grieb 1971，第170頁.
71. ↑  Lindo Fuentes, Ching & Lara Martínez 2007，第82頁.
72. 1 2  聂运林 1988，第213頁.
73. ↑  Lindo Fuentes, Ching & Lara Martínez 2007，第194–197頁.
74. ↑  Lindo Fuentes, Ching & Lara Martínez 2007，第184 & 242頁.
75. ↑  Lindo Fuentes, Ching & Lara Martínez 2007，第245頁.
76. ↑  Löwy 2016，第43 - 44頁.
77. ↑  . CISPES. 2007-01-27  [2008-08-11]. （原始内容存档于2007-06-11） （西班牙语）.
78. ↑  Payés, Txanba. . 2007-01  [2008-08-11]. （原始内容存档于2008-07-31） （西班牙语）.
79. ↑  Lindo Fuentes, Ching & Lara Martínez 2007，第62頁.
80. ↑  . Enemies of War. Public Broadcasting Service.   [2013-05-20]. （原始内容存档于2007-01-10）.
81. ↑  Garrard-Burnett 2004，第575–576頁.
82. ↑  de La Rosa Municio, Juan Luis. . 2006-01  [2007-04-22]. （原始内容存档于2008-10-08） （西班牙语）.
83. ↑  de Maeztu, Ramiro. . Acción Española. Vol. I no. 5 (Madrid). 1932-02-16  [2007-04-22]. （原始内容存档于2022-10-21） （西班牙语）.
84. ↑   (PDF). Suatea.   [2007-04-22]. （原始内容 (PDF)存档于2004-10-21） （西班牙语）.
85. ↑  . Terra El Salvador.   [2007-04-22]. （原始内容存档于2007-04-22）.
86. ↑  Kohan, Néstor. .   [2007-04-22]. （原始内容存档于2007-10-16）.
87. ↑  . ICARRD.   [2007-04-22]. （原始内容存档于2007-10-06）.
88. ↑  Payés, Txanba. . 2007-01  [2008-08-11]. （原始内容存档于2008-07-31） （西班牙语）.
89. ↑  García Dueñas, Lauri. . 2005-01-23  [2007-04-22]. （原始内容存档于2017-11-07） （西班牙语）.
90. ↑   [President Funes Asks for Forgiveness from Indigenous Communities for Persecution and Extermination by Previous Governments]. El Salvador Noticias. 2010-10-12  [2017-10-31]. （原始内容存档于2012-06-29） （西班牙语）.

## 延伸阅读
- Alegría, Claribel; Flakoll, Darwin J. . 由Flakoll, Darwin J.翻译. New York City: Curbstone Press. 1989. ISBN 0915306840 （英语）.
- de Bry, John. . Kacike. 2004-05-18,. {On-line Journal]  [2006-06-30]. ISSN 1562-5028. （原始内容存档于2006-07-21）.
- Gould, Jeffrey L. . Duke University Press. 2008. ISBN 978-0-8223-4228-1 （英语）.
- Urbina Gaitán, Chester Rodolfo & Urquiza, Waldemar (编).  (PDF). mined.gov 2 (San Salvador: Ministry of Education of El Salvador). 2009  [2022-01-12]. ISBN 978-99923-63-68-3 （西班牙语）.
- Martín Hernández, Inmaculada.  (PDF). ucm.es (Madrid: Universidad Complutense de Madrid). 2014  [2023-01-02] （西班牙语）.